# Huta-Șerșnivska, Tîvriv
Huta-Șerșnivska (în ucraineană Гута-Шершнівська) este un sat în comuna Șerșni din raionul Tîvriv, regiunea Vinnița, Ucraina.

## Demografie
Componența lingvistică a localității Huta-Șerșnivska
     Ucraineană (97,83%)
     Rusă (2,17%)
Conform recensământului din 2001, majoritatea populației localității Huta-Șerșnivska era vorbitoare de ucraineană (97,83%), existând în minoritate și vorbitori de rusă (2,17%).